# NGC 7574
NGC 7574 (NGC 7568) je spiralna galaktika u zviježđu Pegazu. Naknadno je utvrđeno da je NGC 7568 ista galaktika.

## Vanjske poveznice
- (engl.) SEDS: NGC 7574
- (engl.) Hartmut Frommert: Revidirani Novi opći katalog
- (engl.) Izvangalaktička baza podataka NASA-e i IPAC-a
- (engl.) Astronomska baza podataka SIMBAD
- (engl.) VizieR
- DSS-ova slika NGC 7574  Arhivirana inačica izvorne stranice od 3. kolovoza 2016. (Wayback Machine)
- (engl.) Auke Slotegraaf: NGC 7574 Deep Sky Observer's Companion
- (engl.) Courtney Seligman: Objekti Novog općeg kataloga: NGC 7550 - 7599